# Robert FitzWimarc
Robert FitzWimarc dit aussi Robert the Staller en anglais (mort vers 1070), est un noble normand du XIe siècle qui suivit le roi Édouard le Confesseur en Angleterre et entra à son service. Après la conquête normande de l'Angleterre, il fut shérif d'Essex.

## Biographie
Sa mère est une certaine Wimarc, peut-être originaire de Bretagne, et son père n'est pas connu. Comme il est dit lié à la fois au Confesseur et à Guillaume le Conquérant, il est possible qu'il soit un fils illégitime d'un membre de la famille ducale.
Il part pour le Royaume d'Angleterre servir le roi Édouard le Confesseur, dont la mère était membre de la famille ducale, et qui s'était réfugié en Normandie pendant de nombreuses années. Il fait construire son château de Clavering dans l'Essex avant 1052. Il atteste des chartes du roi à partir de 1059, et fait partie de la maison royale où il est chargé de l'administration des écuries. En 1066, il est présent au chevet du roi au moment de sa mort, et c'est peut-être lui que la Tapisserie de Bayeux montre en train de tenir le coussin sur lequel est appuyé le roi mourant.
Il est probable qu'il continue à tenir son office d'écuyer royal sous Harold II d'Angleterre, car le Domesday Book enregistre que certaines de ses possessions lui ont été données après la mort du Confesseur. Quand le duc de Normandie Guillaume le Bâtard (plus tard le Conquérant), débarque dans le Sussex, il lui fait parvenir un message contenant des informations sur la force de l'armée d'Harold. Il lui écrit qu'il n'a aucune chance contre les troupes d'Harold, et s'il ne réembarque pas, il devrait au moins combattre derrière des fortifications. C'est sans doute pour ce geste que le Conquérant le récompense en lui donnant la charge de shérif d'Essex.
Robert FitzWimarc était déjà un riche propriétaire foncier en 1066. Ses possessions sont accrues sous Harold II et Guillaume le Conquérant, et à l'établissement du Domesday Book en 1086, il est enregistré comme tenant 150 hides de terres dans sept comtés.
Il meurt probablement vers 1070, car son fils Swein est devenu shérif d'Essex dans les années 1070. Ce dernier hérite de ses possessions qui seront confisquées par le roi à son petit-fils Robert. Il a une fille qui épouse probablement Richard Scrob.
Une école dans l'Essex porte son nom, « The FitzWimarc School ».